# Ondřej Sosenka
Ondřej Sosenka est un coureur cycliste tchèque né le 9 décembre 1975 à Prague. C'est un coureur issu de la piste. Il est passé professionnel en 2000. C'est un spécialiste du contre-la-montre et malgré ses 2 mètres qui font de lui l'un des coureurs les plus grands du peloton, il passe bien la montagne. Malgré son grand talent, il a toujours évolué dans des formations modestes. Il est entré dans l'histoire du cyclisme mondial en battant le record du monde de l'heure sur piste avec 49,7 kilomètres en une heure à Moscou en 2005. Le record précédent appartenait à Chris Boardman.

## Biographie
En mai 2001, les tests sanguins effectués avant la première étape de la Course de la Paix révèlent que son niveau d'hématocrite est supérieur au taux maximal autorisé de 50 %. Il est exclu de la course et est suspendu pendant deux semaines.
En août 2008, Ondřej  est contrôlé positif à un stimulant interdit, la méthamphétamine, lors des championnats tchèques.
Début 2014, l'UCI modifie le règlement et plusieurs coureurs dont Fabian Cancellara visent le record de l'heure. Sosenka annonce alors qu'il va lui aussi tenter d'améliorer son record. Son record est battu le 18 septembre 2014 par l'Allemand Jens Voigt, avec 51,115 kilomètres.

## Palmarès
- 1993
  -  Médaillé d'argent du championnat du monde de poursuite par équipes juniors
  -  Médaillé de bronze du championnat du monde du contre-la-montre par équipes juniors
- 1997
  - 4e étape du Tour de Vysočina
  - 3e étape du Tour de Hesse
  - 3e de Liège-Bastogne-Liège espoirs
- 1998
  -  Champion de République tchèque du contre-la-montre
  - Tour de Bohême :
    - Classement général
    - 3e étape

  - 3e du Trophée international Bastianelli
  - 3e du championnat de République tchèque sur route
- 1999
  - 2e étape du Tour de Bohême
  - Classement général du Tour de Slovaquie
  - 3e étape du Tour de Vysočina (contre-la-montre)
  - 1rea étape du Tour de la Vallée d'Aoste
- 2000
  -  Champion de République tchèque du contre-la-montre
  - 10e étape de la Course de la Paix
  - Tour de Bohême :
    - Classement général
    - 3e étape (contre-la-montre)
- 2001
  -  Champion de République tchèque du contre-la-montre
  - 3e étape de Szlakiem Grodów Piastowskich (contre-la-montre)
  - Course de la Solidarité olympique :
    - Classement général
    - 4eb étape (contre-la-montre)

  - Tour de Bohême :
    - Classement général
    - 1re, 3e et 4e (contre-la-montre) étapes

  - Tour de Pologne :
    - Classement général
    - 8e étape (contre-la-montre)

  - Inter. Course 4 Asy Fiata Autopoland :
    - Classement général
    - 2e étape (contre-la-montre)

  - 2e du Szlakiem Grodów Piastowskich
  - 3e du Bałtyk-Karkonosze Tour
- 2002
  -  Champion de République tchèque du contre-la-montre
  - Course de la Paix :
    - Classement général
    - 4e et 10e (contre-la-montre) étapes

  - 5e étape de la Course de la Solidarité olympique (contre-la-montre)
  - 2e étape du Tour de Bohême
  - 8e étape du Tour de Pologne (contre-la-montre)
  - Classement général de l'Inter. Course 4 Asy Fiata Autopoland
  - 3e du Tour de Luxembourg
  - 3e du championnat de République tchèque sur route
- 2003
  - 4e étape de la Course de la Paix
  - Tour de Slovaquie
    - Classement général
    - 4e et 5e (contre-la-montre) étapes

  - 2e de la Course de la Paix
  - 3e du championnat de République tchèque du contre-la-montre
- 2004
  -  Champion de République tchèque sur route
  - Tour de Pologne :
    - Classement général
    - 8e étape (contre-la-montre)

  - 2e du championnat de République tchèque du contre-la-montre
  - 3e de Florence-Pistoia
- 2005
  -  Champion de République tchèque du contre-la-montre
  -  Champion de République tchèque de poursuite
  - 3eb étape du Tour de Belgique (contre-la-montre)
  - Prologue de l'Uniqa Classic
  - Chrono des Herbiers
- 2006
  -  Champion de République tchèque du contre-la-montre
  - Duo normand (avec Radek Blahut)

## Résultat sur les grands tours

### Tour d'Italie
1 participation
- 2004 : abandon (7e étape)

## Classements mondiaux
| Année           | 2005 | 2006 |
| --------------- | ---- | ---- |
| UCI Europe Tour | 208e | 138e |

## Récompenses
- Cycliste tchèque de l'année : 2005